# Antonio del Ceraiolo
Antonio di Arcangelo detto Antonio del Ceraiolo o il Ceraiolo (Firenze, ... – ...; fl. XVI secolo) è stato un pittore italiano documentato tra il 1520 e il 1525 e verosimilmente attivo fino al 1538 circa..

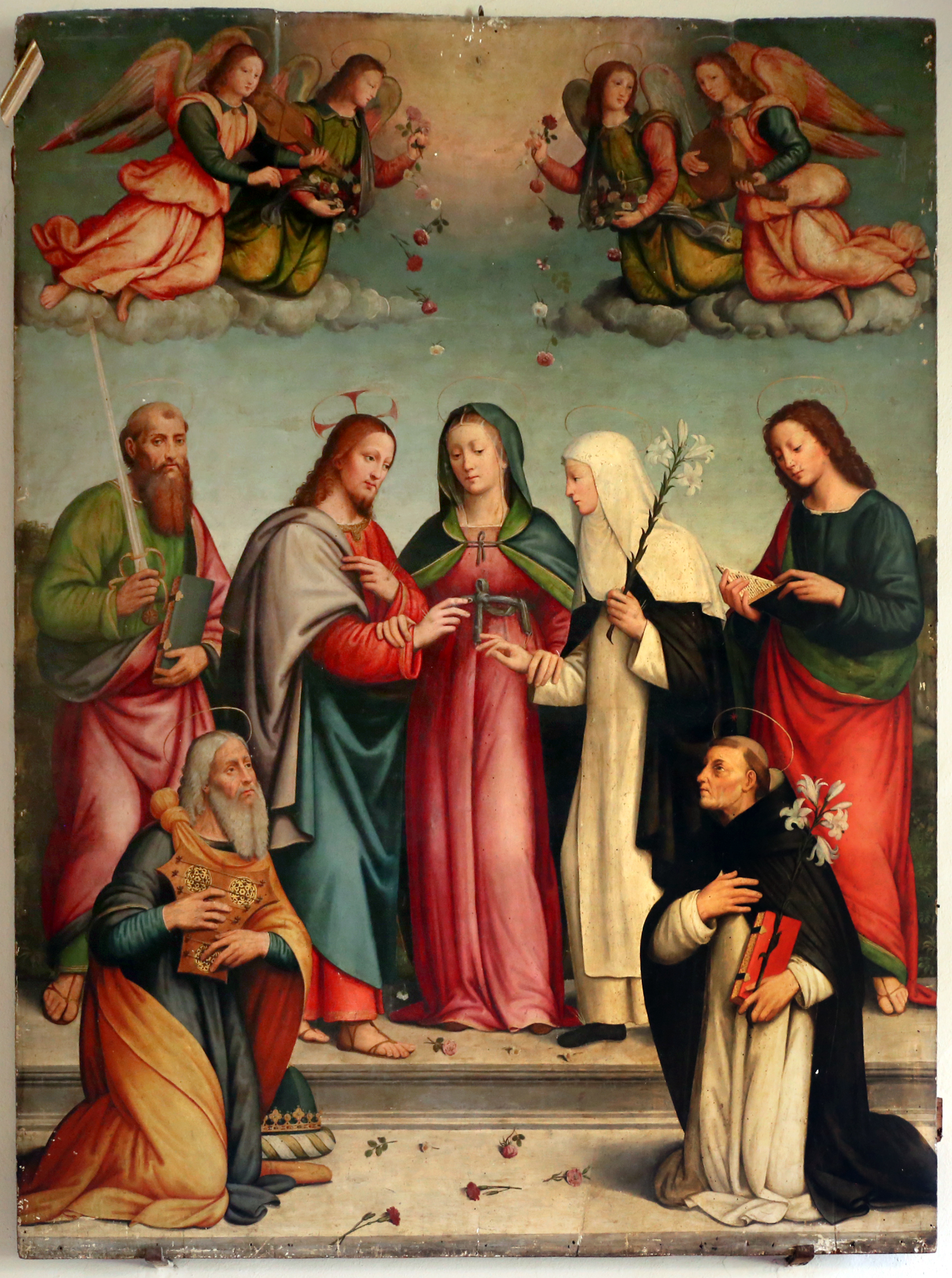
Matrimonio mistico di santa Caterina da Siena e santi, San Niccolò (Prato)

Allievo di Ridolfo del Ghirlandaio e poi di Lorenzo di Credi, risentì molto della cultura della scuola di San Marco.